# Almudena Fernández
María de la Almudena Fernández (Benavente, Zamora, 2 de septiembre de 1977) es una modelo y actriz española.

## Carrera
Fernández empezó su carrera en el modelaje a una temprana edad, dejando Madrid para trasladarse a Milán, París y finalmente Nueva York, donde estableció su carrera como modelo. Fernández ha aparecido en la portada de prestigiosas publicaciones como Elle, Marie Claire, Vogue, Cosmopolitan, Madame Figaro, Shape, Biba, Joyce y Harper's Bazaar, entre otras. Ha estado en sesiones de fotografía con Michael Thompson, Ruben Afanador, Raphael Mazzucco, Walter Chin, David Bailey, Mark Baptist, Diego Uchitel y Norman Jean Roy para campañas de las marcas Hermès, Givenchy, Cartier, Wolford, Revlon, Lacoste, Carolina Herrera, Lancel, Gianfranco Ferré, L'Oréal, Carrera y Carrera, Victoria's Secret y Kookai.
De vuelta en Madrid, Fernández tomó clases de actuación en la escuela de Cristina Rota y más tarde apareció en el vídeoclip de la canción "María" de Willie Nelson junto a Luke Wilson.